# 栗栖みなみ
栗栖 みなみ（くりす みなみ、1991年7月7日 - ）は、日本のAV女優。2020年7月より「天沢ゆきね（あまさわ ゆきね）」として活動。

## 略歴・人物
2019年9月、マドンナ専属女優としてAVデビュー。所属事務所はC-more エンターテイメント。
趣味は運動・エロ漫画をみること、特技は料理。
2020年3月26日、公式ツイッターで引退を発表。
2020年7月より「天沢ゆきね」として活動を再開。所属事務所はシエロ。

## 出演作品

### アダルトDVD
2019年
- 新人 圧倒的クビレと神々しいGカップ 栗栖みなみ 28歳 AV Debut!!（9月7日、マドンナ）
- 神々しいGカップの大型新人 第2章!! 激揉み!!激揺れ!!激イキ!! 大迫力おっぱいマニア4本番（10月7日、マドンナ）
- 夫の上司に犯され続けて7日目、私は理性を失った…。（11月7日、マドンナ）
- 神々しいGカップの大型新人中出し解禁!! 夫と子作りSEXをした後はいつも義父に中出しされ続けています…。（12月7日、マドンナ）

2020年
- 車中泊NTR ―社員旅行の帰り道、ドライブレコーダーに記録された汗だく中出し映像―（1月7日、マドンナ）
- 湯煙の中で誘惑トラップ―。 人妻おっぱいが接触しまくる! 密着囁き淫語アカスリ（2月7日、マドンナ）
- 完全プライベート映像 Fカップ癒し系お姉さん栗栖みなみと初めての二人きりお泊まり（3月7日、パコパコ団とゆかいな仲間たち）
- マジの変態! 巨乳美白ボディの膣内部に射精されるとすぐにイッちゃう! 受精中毒ロリスリム娘 現役女子大生みなみ(20歳)ののけ反り絶頂が凄すぎる!（3月13日、E-BODY）※「みなみ」名義
- 透 SUKESUKE 23（4月3日、SUKESUKE）
- オンライン飲み会で出会った高円寺の人気店で働くナチュラル可愛いカフェ店員さん 巨根チ○ポで連続中イキAVデビュー!!（11月25日、ナンパJAPAN）※「ゆきね」名義
- びしょ濡れ女子○生雨宿りバス停強制わいせつ（11月27日、TMA）他出演:丘えりな、前乃菜々
- すんごい炉利、見っけ! ネットで取っ捕まえたアイドル志望スレンダー素人美少女 陽葵（11月27日、FIRST STAR）※「陽葵」名義
- ぱっと花咲く笑顔が可愛い、小動物系若妻 ゆきなさん(32)  壊れるくらい何度もイカされ、自らチ○ポを求める淫乱妻に豹変!!（12月1日、エマニエル）※「ゆきな」名義
- 王様ゲームで乱交しまくり! 若妻だらけの町内会は誘惑だらけ! 王様ゲームをやりたがるドスケベ若妻がハメを外し過ぎてまさかのハーレム大乱交! 2（12月19日、Hunter）共演:田中美矢、河西乃愛　他出演:八乃つばさ、乙花イブ、東條有希、弘崎ゆみな、若宮はずき、東条蒼
- 大学の友達数人で宅飲み。気になる女子は僕に気がないどころか別の男と付き合う寸前!?だから寝ている間に暗闇の中その女子をこっそり夜這い。（12月19日、Hunter）他出演:若月まりあ、月乃ルナ ほか

### VR
- 「私がこんなに誘ってるのに…先輩、手出してくれないんですね…?」「私、女として…そんなに魅力ないですか?」 出張先の温泉旅館で後輩女子社員とまさかの2人きり!酔って浴衣がはだけてノーブラおっぱいポロリ&パンチラ見えまく!だけど、カワイイカワイイ後輩女子社員だから何かしたらこの先気まずくなると思って我慢していたから、彼女は手を出されるのを待っていたみたいで…（2020年11月27日、ジャックポットシステム）

### 配信限定
- 来栖なみ（2020年7月9日、恋する花嫁）
- 607 天沢ゆきね（2020年11月20日、ラブポップR18）

## 雑誌
- 週刊プレイボーイ 2019年11月18日号（集英社） - 「アラサーでデビューするAV女優 激増中の理由」